# Majd meghalnak Mandy Lane-ért
A Majd meghalnak Mandy Lane-ért (eredeti cím: All the Boys Love Mandy Lane) 2006-ban bemutatott amerikai slasher film Jonathan Levine rendezésében. A főszerepben Amber Heard, Michael Welch, Whitney Able és Anson Mount látható.
A film 2006-ban készült, és több filmfesztiválon is bemutatták. Az Egyesült Királyságban 2008. február 15-én jelent meg. A film vegyes véleményeket kapott a kritikusoktól; egyesek negatív véleménnyel voltak róla, míg mások pedig dicsérték a „grindhouse” esztétikát, valamint Terrence Malick és Tobe Hooper kezdeti munkásságához hasonlították az operatőri munkát.
Az Egyesült Államokban hét évig kiadatlan maradt, ugyanis a forgalmazó, a Senator Entertainment csődbe ment nem sokkal azután, hogy megvásárolta a filmet a The Weinstein Company-től. 2013. március 8-án a The Weinstein Company bejelentette, hogy megszerezte a film vetítési jogait. 2013 szeptemberében jelent meg VOD formában, a mozikban pedig 2013. október 11-én mutatták be korlátozott számban.

## Rövid történet
Egy Mandy Lane nevű árva lány új barátokat szerez magának, és meghívják egy távoli farmon tartott hétvégi bulira. Azonban egy kegyetlen gyilkos követi őket.

## Szereplők
| Szerep      | Színész          | Magyar hang     |
| ----------- | ---------------- | --------------- |
| Mandy Lane  | Amber Heard      | Csuha Borbála   |
| Emmet       | Michael Welch    | Stern Dániel    |
| Garth       | Anson Mount      | Seder Gábor     |
| Chloe       | Whitney Able     | Molnár Ilona    |
| Bird        | Edwin Hodge      | Hamvas Dániel   |
| Red         | Aaron Himelstein | Markovics Tamás |
| Jake        | Luke Grimes      | Pálmai Szabolcs |
| Marlin      | Melissa Price    | Szabó Zselyke   |
| Dylan       | Adam Powell      | Bor László      |
| Jo néni     | Peyton Hayslip   | N/A             |
| Jen         | Brooke Bloom     | N/A             |
| kamionsofőr | Robert Earl Keen | N/A             |

## Megjelenés
A filmet 2006. szeptember 10-én mutatták be a 2006-os Torontói Nemzetközi Filmfesztiválon, majd ezt követően a Sitges Filmfesztiválon, a South by Southwest-en, a London FrightFest Filmfesztiválon, az IFI Horrorthon-on és a French Cinemathèque-on.

### Bevétel
Az Egyesült Királyságban 2008 februárjában bemutatott film összesen 400 851 dollár bevételt hozott. Németországban további 482 500 dollárt gyűjtött 2008 júniusában. A filmet 2008 és 2009 folyamán számos más országban is bemutatták, és 2010 áprilisára a nemzetközi összbevétele elérte az 1 893 697 dollárt, ami felülmúlta a 750 ezer dolláros költségvetést.

### Médiakiadás
A Majd meghalnak Mandy Lane-ért 2008. július 21-én jelent meg Blu-ray-en és DVD-n Egyesült Királyságban az Optimum Home Entertainment forgalmazásában. Észak-Amerikában 2013. december 3-án jelent meg Blu-rayen és DVD-n az Anchor Bay Entertainment forgalmazásában.

## Filmzene
Hivatalos filmzenei album ugyan nem jelent meg, de a filmben a következő dalok szerepelnek:
- "In Anticipation of Your Suicide" – Bedroom Walls
- "84" – Nude
- "Slowly, Just Breathe" – Dead Waves
- "Good Day" – Other Lives
- "Our Lips Are Sealed" – The Go-Go’s
- "Thin Air" – Brian Jennings
- "Sister Golden Hair" – Gerry Beckley, covered by Juliette Commagere
- "Do Ya" – Peaches
- "Piano Concerto No. 5 in E Flat Major, Second Movement" – Ludwig van Beethoven
- "Oh Molly Dear" – B. F. Shelton
- "You Take the Fall" – The Sunday Drivers
- "Free Stress Test" – Professor Murder
- "Dreadful Selfish Crime" – Robert Earl Keen
- "Yup Yes Yeah" – Buffalo Roam
- "Green Zone" – Mark Schulz
- "One of Us Is Dead" – The Earlies
- "The Rundown" – S.W.E.A.T.
- "Sealed with a Kiss" – Bobby Vinton